# Mmeya
Mmeya è un villaggio del Botswana situato nel distretto Centrale, sottodistretto di Tutume. Il villaggio, secondo il censimento del 2011, conta 752 abitanti.

## Località
Nel territorio del villaggio sono presenti le seguenti 10 località:
- Dedemko di 3 abitanti,
- Mmadikgaka di 5 abitanti,
- Mokokwe di 5 abitanti,
- Phatsima di 2 abitanti,
- Samgaro di 3 abitanti,
- Tlapane di 7 abitanti,
- Tlhogotshweu,
- Tsoruxwaa di 1 abitante,
- Tswadibe di 5 abitanti,
- Xhaitshaadom di 5 abitanti